# Anthela glauerti
Anthela glauerti is een vlinder uit de familie van de Anthelidae. De wetenschappelijke naam van de soort is voor het eerst geldig gepubliceerd in 1939 door Turner.